# Sigvard Holstad
Björn Sigvard Holstad, född 29 april 1933 i Istanbul, är en svensk jurist. Han var JO 1979–1987 och därefter regeringsråd.
Sigvard Holstad föddes i Istanbul där fadern hade uppdrag för Nationernas förbunds räkning. Han blev jur.kand. vid Stockholms högskola 1955. Efter tingstjänstgöring i Linköpings domsaga 1957–1960 blev han fiskal i Svea hovrätt 1961, utnämndes till assessor 1967 och hovrättsråd 1978. Vid sidan av domarbanan blev Holstad kansliråd i Justitiedepartementet 1974 och departementsråd 1975. Han valdes av riksdagen den 23 maj 1979 till ny justitieombudsman. Han lämnade JO-ämbetet 1987 då han utnämndes till regeringsråd.
Sigvard Holstad är son till høyesterettsadvokaten Hans Holstad och hans hustru Leonora, född Beck-Friis.